# Agrostis juressii
Agrostis juressii är en gräsart som beskrevs av Heinrich Friedrich Link. Agrostis juressii ingår i släktet ven, och familjen gräs. Inga underarter finns listade i Catalogue of Life.